# Ashwani Kumar (político)
Ashwani Kumar (Delhi, 26 de octubre de 1952) es un político y abogado hindú, quien anteriormente se desempeñó como Miembro del Parlamento de Rajya Sabha en representación del estado de Punjab. Anteriormente se desempeñó como Ministro de Derecho y Justicia de la Unión y ministro de Estado de la Unión en el Departamento de Política y Promoción Industrial y el Ministerio de Comercio e Industria.
 
En 1991, Kumar tenía 37 años cuando fue nombrado procurador general adicional de la India, siendo una de las personas más jóvenes en tener este título. Ha ejercido como presidente y portavoz nacional del partido Vichar Vibhag en el Congreso Nacional indio. Como consejo legal,  ha debatido casos importantes antes del Tribunal Supremo de India, incluyendo el Desastre de Bhopal, un caso de una tragedia industrial gasista, y también ha representado empresas importantes en arbitrajes internacionales. Ha sido un miembro  del Rajya Sabha (cámara alta del parlamento Indio) desde 2002. Renunció al  Congreso Nacional Indio el 15 de febrero de 2022.

## Educación y primeros años
Nacido en Delhi el 26 de octubre de 1952, Ashwani Kumar se graduó de La Universidad de San Stephen, en Delhi. Después se hizo abogado y obtuvo una licenciatura de derecho  en la Facultad de derecho, Universidad de Delhi, y una Maestría en Filosofía de Jawaharlal Nehru Universidad, Nueva Delhi.
En 2004,  fue otorgado un doctorado honorario en dere de Universidad de Panyab.[cita requerida]